# International Standard Music Number

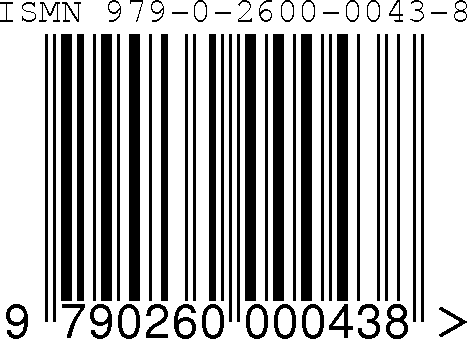
Exemple de code ISMN à 13 chiffres, 979-0-2600-0043-8, accompagnant un code-barres EAN comportant les mêmes 13 chiffres (sans les quatre tirets séparateurs de l'ISMN).

L’International Standard Music Number ou ISMN (ISO 10957) ou Numéro international normalisé de la musique, créé en 1992, est un code unique d'identification des publications musicales imprimées, développé par l'ISO.
La TC 46/SC 9 (sous-commission no 9 de l'ISO) est responsable de cette norme.
Une publication peut se voir attribuer un ISBN et un ISMN.
Contrairement à l'ISByN, l'ISMN n'indique pas l'aire linguistique de l'éditeur.

## La norme jusqu'en 2009
Jusqu'à l'automne 2009, ce code était composé de 10 caractères alphanumériques, répartis en quatre éléments :
1. le préfixe M qui permet de le distinguer d'un ISBN,
2. l’indicatif d'éditeur qui désigne l'éditeur d'une publication musicale,
3. l’indicatif de document qui sert à identifier une édition d'un ouvrage et les divers documents qui s'y trouvent,
4. la clé de contrôle qui permet de vérifier automatiquement la validité de l'ISMN.

Pour calculer la clé de contrôle, chaque caractère de l'ISMN est multiplié par un poids, alternativement 3 et 1 de gauche à droite. La lettre M prend la valeur arbitraire 3. On additionne ensuite ces produits. La clé de contrôle est l'entier compris entre 0 et 9 qui permet à la somme d'atteindre le prochain multiple de 10.
Par exemple, pour l'ISMN commençant par M-060-11561 :
```
3×M + 1×0 + 3×6 + 1×0 + 3×1 + 1×1 + 3×5 + 1×6 + 3×1 =
 9  +  0  +  18 +  0  +  3  +  1  +  15 +  6  +  3  =  55
```

55+5 = 60 est un multiple de 10, ainsi la clé de contrôle vaut 5 et l'ISMN complet est M-060-11561-5.

## La norme depuis l'automne 2009
À l'automne 2009, afin d'assurer une certaine compatibilité tant avec les codes EAN à 13 chiffres qu'avec les codes ISBN à 13 chiffres entrés en vigueur au début de l'année 2007, la norme ISMN a évolué vers un code à 13 chiffres, toujours répartis en quatre éléments, mais dans lequel le préfixe M est remplacé par un préfixe 979-0.
Le calcul de la clé de contrôle, dans la nouvelle norme, recourt toujours à l'alternance des nombres 3 et 1 en guise de poids, mais en inversant leur ordre d'apparition, toujours de gauche à droite, et en s'arrêtant évidemment au dernier chiffre de l'indicatif de document :
- les 12 chiffres du code ISMN en cours de calcul sont alternativement multipliés par 1 ou par 3,
- et la somme de leurs produits est déduite du multiple de 10 immédiatement égal ou supérieur,
- la différence résultant de cette soustraction étant égale à la clé de contrôle.

|          | Préfixe | Préfixe | Préfixe | Préfixe | Indicatif d'éditeur | Indicatif d'éditeur | Indicatif d'éditeur | Indicatif d'éditeur | Indicatif de document | Indicatif de document | Indicatif de document | Indicatif de document |
| ISMN     | 9       | 7       | 9       | 0       | 7                   | 2                   | 8                   | 4                   | 1                     | 7                     | 4                     | 3                     |
| Poids    | 1       | 3       | 1       | 3       | 1                   | 3                   | 1                   | 3                   | 1                     | 3                     | 1                     | 3                     |
| Produits | 9       | 21      | 9       | 0       | 7                   | 6                   | 8                   | 12                  | 1                     | 21                    | 4                     | 9                     |

- Éléments constituants du code ISMN :
  - Préfixe : 979-0
  - Indicatif d'éditeur : 7284
  - Indicatif de document : 1743
  - Clé de contrôle restant à calculer
- Somme des produits : 9 + 21 + 9 + 0 + 7 + 6 + 8 + 12 + 1 + 21 + 4 + 9 = 107
- Soustraction de la somme des produits du multiple de 10 immédiatement égal ou supérieur : 110 - 107 = 3
- Le code ISMN complet, après ajout de la clé de contrôle, est donc : 979-0-7284-1743-3.

Cet exemple élaboré au hasard, et comparable à celui fourni par l'International ISMN Agency dans son ISMN User’s Manual, est basé, par commodité, sur un code dans lequel l'indicatif d'éditeur aussi bien que l'indicatif de document sont tous deux composés de quatre chiffres. Ces indicatifs peuvent cependant varier en nombre, même si leur juxtaposition comporte toujours un total de huit chiffres :
- l'indicatif d'éditeur peut comporter de trois à sept chiffres, un gros éditeur se voyant assigner un code à trois chiffres, tandis qu'un tout petit éditeur se verra attribuer un code à sept chiffres,
- l'indicatif de document peut comporter de un à cinq chiffres, un tout petit éditeur se voyant attribuer des codes à un chiffre, tandis qu'un gros éditeur peut se voir assigner des codes de cinq chiffres pour ses documents.

## Sources
- Manuel de l'utilisateur de l'ISMN sur le site de la Bibliothèque et Archives Canada (source caduque pour l'ancienne norme à dix caractères alphanumériques).
- (en) ISMN User’s Manual, 5e édition révisée, 1er février 2016.